# Ајла Томљановић
Ајла Томљановић (7. мај 1993) је аустралијска тенисерка хрватског порекла.

## Каријера
Освојила је четири ИТФ титуле у синглу. Дана 21. фебруара 2022. достигла је 38. место на светској ВТА ранг-листи у појединачној конкуренцији. Томљановић је била успешна као јуниорка, те је са Кристином Мекхејл освојила титулу на Аустралијан опену за девојчице у дублу 2009. године.
Пре 2014. године је играла за Хрватску, земљу у којој је рођена. Почела је да се такмичи под заставом Аустралије на Ју Ес опену 2014. након што је добила стални боравак у Аустралији.
Дана 2. септембра 2022. године победила је Серену Вилијамс у 3. колу Ју Ес опена, и то је био последњи меч у каријери америчке тенисерке.

## Приватно
Ајлин отац Ратко Томљановић, бивши је хрватски рукометаш, освојио је сребро на Светском првенству 1995. и бронзу на Европском првенству 1994. године.